# Abismos de pasión
Abismos de pasión is een Mexicaanse dramafilm uit 1954 onder regie van Luis Buñuel. Het scenario is gebaseerd op de roman Woeste hoogten (1847) van de Britse schrijfster Emily Brontë.

## Verhaal
Alejandro keert terug naar de boerderij van zijn stiefzus Catalina. Hij is verliefd op haar, maar zij is inmiddels getrouwd met de rijke Eduardo. Alejandro wil dat Catalina hem laat staan. Zij is ook verliefd op hem, maar ze wil hem niet verlaten, omdat ze zwanger is.

## Rolverdeling
| Acteur                  | Personage |
| ----------------------- | --------- |
| Irasema Dilián          | Catalina  |
| Jorge Mistral           | Alejandro |
| Lilia Prado             | Isabel    |
| Ernesto Alonso          | Eduardo   |
| Francisco Reiguera      | José      |
| Hortensia Santoveña     | María     |
| Jaime González Quiñones | Jorge     |
| Luis Aceves Castañeda   | Ricardo   |